# SKiPサービス
SKiPサービス（スキップサービス）は、全日本空輸(ANA)が2006年9月1日に導入した、QRコードまたはFeliCaチップを用いた、電子航空券によるチケットレス搭乗サービスである。ANAマイレージクラブ（以下AMC）の会員でない場合はQRコードでの利用に限られるが、AMCの会員であればFeliCaチップ内蔵のAMC会員カードまたは利用登録したおサイフケータイでも利用できる。スマートフォンを用いる新サービス『ANA Smart Travel』導入に伴い、2023年3月31日をもってサービスを終了した。

## 概要
ANAは1995年以来航空券の電子化を進め、搭乗当日の航空券受け取りや空港外でのチェックイン処理を導入してきた。当初は電子航空券情報の紐付けにクレジットカードやマイレージ会員番号を用い、その後は順次QRコードやFeliCaチップによる個人認証に移行したが、いずれにしても搭乗前に従来の磁気テープ式搭乗券の発行を受ける必要があった。2006年に導入されたSKiPサービスは、チェックインカウンターなどでの手続きを省略し、保安検査場と搭乗口での個人認証のみで搭乗できるようにしたものである。これにより磁気テープ式航空券（搭乗券）は不要となり、ANA国内線では2007年12月20日をもって電子航空券に完全移行した。
ANA国内線のみならず、able使用各社でもSKiPサービスが利用できる。

## 媒体

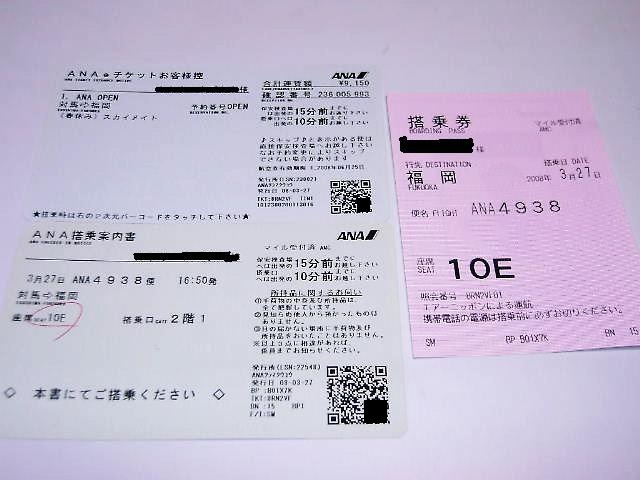
ICカードを使用しない場合に発行されるeチケットお客様控え、搭乗案内書と改札機で発行される搭乗券(いずれも旧仕様。サービス終了時点の仕様では券面デザインが変更された他、搭乗券は自動チェックイン機やカウンターでチェックインした際に発券される旧搭乗案内書にあたる券面を指すようになり、旧来の搭乗券はご搭乗案内に券名が変更されていた。)

以下のいずれかを専用機材に触れて読み取らせる。1回の搭乗には最低でも保安検査場通過時と、搭乗ゲートの改札機通過時に2回の読み取りが必要だが、常に同じものを読み取らせなければならない。QRコードやFelicaチップを複数所持している場合に、最初の端末（手荷物カウンター・保安検査場）で使用したものとは異なる媒体を使用すると、2か所目以降（保安検査場・搭乗口）では認証エラーとなる。但し、空港カウンターに加えて出発便の搭乗口付近や一部空港における制限エリア内の空席待ちカウンターにも自動チェックイン機が設置されており、保安検査場通過時の認証後も搭乗開始前まで自動チェックイン機を使用した座席変更が可能な為、チェックイン機にて座席変更後新たに搭乗券を発券した場合は、最新の情報が記録されている搭乗券を認証に使用する事となる。なお、2007年の磁気テープ式航空券撤廃時から使用されていた旧仕様では手荷物カウンターで手荷物を預け入れる際に搭乗者が事前に用意していた下記のQRコードやFelicaチップ内蔵カード･端末を専用リーダーに読み取らせると、読み取らせたものの種類を問わずカウンターにて改めてQRコードのついた搭乗案内書が発行され、保安検査場以降では搭乗案内書をかざすシステムになっていたが、現行システムでは座席変更･当日アップグレードを行わない限りは手荷物カウンターから搭乗ゲートまで一貫して同一のQRコードもしくはFelicaチップを使用できる方式に改められている。
QRコード
- eチケットお客様控え(旧称:航空券ご利用案内書)
- 携帯電話･スマートフォンの画面に表示したQRコード[注 2]
- パソコンで取得し、印刷したQRコード
- ANAマイレージクラブカード(2017年7月4日以降発行の新仕様カードのみ)
- ANAマイレージクラブアプリ内の提示用デジタルカードに付帯しているQRコード
- WalletまたはPassbookに登録したQRコード(iPhone等のiOS端末のみで、OSが異なるiPadでは利用不可)

FeliCaチップ
FeliCaチップはAMCの会員のみ利用可能で、予約の際にAMC会員番号を登録しておく必要がある。ANA以外のable使用各社の便名で搭乗する場合、FeliCaチップによる搭乗はできない（ただし、ANA以外のable使用各社の運航便にANA便名で搭乗する場合は、条件を満たしていればFeliCaチップによる搭乗が可能）。
- ANAマイレージクラブEdyカード（2017年7月3日を以て発行受付停止、既存カードは継続して使用可能）
- ANAカード（楽天EdyまたはSuica,PASMO機能付き）
- おサイフケータイ（モバイルAMCアプリをダウンロードし、アプリの利用登録を行っているもの）

旅行会社などでは従来の磁気テープ式航空券に代えてeチケットお客様控えなどの「控え」を発行する。「控え」を紛失した場合でも、チェックインカウンターで身分証明書の提示などの手続により再発行を受けることができる。また航空券購入時にAMCお客様番号の登録が済んでいる場合は、eチケットとAMC番号が紐付けされるため、「控え」に代えて所持カードのFeliCaチップ、若しくはカードに印字されているQRコードによるSKiPサービスの利用が可能である（ANA以外のable使用各社の便名で搭乗の場合、FeliCaチップによる搭乗ができないため、各社チェックインカウンターで「控え」の再発行が必要となる。各社マイレージプログラムの番号の登録が済んでいる場合も同様）。

## 利用方法
SKiPサービスを利用する場合は
- サービス対応運賃でのSKiP予約
  - チケットレス予約（購入）によるeチケットの航空券
  - 出発15分前までにWeb上で事前座席指定

を満たす必要がある。
以上に該当しない場合はカウンターまたは自動チェックイン機・自動航空券売機で搭乗手続を行う必要がある
- 座席指定が済んでいない場合・普通運賃などで事前購入していない場合・乗り遅れ/不搭乗（No Show）の場合
- Skip利用に必要な「AMC-Edyカード類」「QRコード（控え・モバイルサイト画面）」などを紛失・置き忘れた場合（カウンターで控えの再発行が必要）
- 介添えなど特別な配慮が必要なとき
- サービス適用外運賃（スカイメイトなど身分証明書類の提示が必要な運賃）の場合

### 事前座席指定
航空券購入の場合（ANA運航便）
Webサイト・旅行会社窓口などで航空券の予約・購入を行う。各運賃に定められた条件（予約・購入）を満たすと事前座席指定が可能となり、ANAのWebサイト（PC・携帯電話公式サイト）上にある「国内線>予約確認・購入」ページより、AMC会員の者はAMC番号とパスワードを入力しログインすることで、紐付け済みのeチケット（航空券）の「予約詳細情報」が表示される。AMC非会員やAMCと紐付けがされていない場合は、「控え」もしくはANAから送付される購入確認メールに表記されている「予約番号」もしくは「確認番号」を入力することで「予約詳細情報」が表示される。そのページに座席番号欄があり、「座席番号の指定（変更）」ボタンをクリックすることで座席指定が行える。
航空券購入の場合（ANA以外のable使用各社運航便）
ANA便名での搭乗であれば、ANA運航便と同じ扱いである。ANA以外の各社便名で搭乗の場合は、ANAではなく各社での取り扱いとなる。
パッケージツアーの場合
パッケージツアー（団体旅行ではなく、フリープランなどの個人旅行を指す）の場合は購入旅行代理店を通じて座席を指定しておく。ANAスカイホリデーなど一部の企画会社の商品やダイナミックパッケージでは企画旅行会社側のサイトもしくは先述の予約確認・購入ページからほぼ同じ手順で座席変更が可能である。

### 予約詳細情報ページ
同ページ上には搭乗前日の16時（原則）に搭乗便の搭乗口番号・機材や時刻の変更情報などが掲載される。電子メールアドレスを登録し、配信設定にしている場合、搭乗便の情報に変更が有る場合は逐一配信される。通常運航時でも出発時刻の概ね50分前までに確認メールが配信される。

### 空港到着後
- 空港到着後はチェックインカウンターや自動チェックイン機に立ち寄る必要は基本的になく、手荷物を預けない場合はそのまま保安検査場に向かう。手荷物を預ける場合は手荷物カウンターでAMC-Edy類かQRコードを専用端末に読み取らせて手荷物を預け、引替証（→バゲージクレーム）を受領した後に保安検査場に向かう。
- 保安検査場では従来の搭乗券を保安員に提示する代わりに、専用の端末にAMC-Edy類またはQRコードをタッチまたは読み取らせて電子航空券データと照会し、便名や座席番号、搭乗口や搭乗グループなどがレシート状に印刷された「保安検査証」を受け取る[注 3]。空港によっては、混雑防止等の理由により保安検査場入口より前に照会端末が設置され、先に照会を行った上で保安検査場に進ませる形式を採用している場合もある。搭乗口変更や遅延による出発時刻変更･使用機材変更時には、これらの事態発生以降に通過すると新しい搭乗口･出発時刻･座席番号が保安検査証で案内される。
- 搭乗口では自動改札機に再び同じカードなどをタッチして搭乗する[注 4]。この際、便名や座席番号などがレシート状に印刷された「ご搭乗案内」を受け取る[注 5]。

乗り継ぎがある場合は空港によってチェックインの取扱が異なる為、標識や地上係員の案内に従う必要がある。

## 歴史
- 1995年（平成7年）4月1日：P2チケットサービス開始[6]。国内線予約センター（電話）で予約と同時にクレジットカードによる決済を行い、搭乗当日に発券カウンターまたは自動販売機で受け取ることで、航空券の事前受取が不要となる[7]。
- 1997年（平成9年）11月10日：P2チケットサービスをANAチケットレスサービスに改称。予約センターに加え、インターネット、パソコン通信、プッシュホンで予約・カード決済が可能になる。[8]1999年10月1日からはコンビニ払いなどが[9]、2000年4月1日からは銀行振込などが[10]可能になった。販売チャネルは、iモード[11]・EZweb[12]などの携帯サイトが拡充され、パソコン通信やプッシュホンなどは廃止された。
- 2001年（平成13年）12月1日：eプリチェックイン開始。当日オンラインでのチェックイン処理が可能になる[13]。
- 2004年（平成16年）12月1日：スマートeサービス開始[14]。これは同年7月10日より導入された国際線のeプリチェックインと同等で、QRコードやFelicaチップを利用したチケット引き取りが可能になった[15]。
- 2005年（平成17年）10月1日：ANAチケットレスサービスをスマートeサービスへ合流させスマートeチケットに改称。チケット購入と同時にチェックイン処理を行えるようになる[16]。
- 2006年（平成18年）9月1日：スマートeサービスを発展させたSKiPサービスを24空港で開始。手荷物を預けない場合にチケットの引き取りが不要になる[17]。この時点では、保安検査端末は2007年の全面展開時と同一だったが、搭乗口の改札機は従来のATB券用改札機に後付けでIC・QRコードリーダー及び搭乗券印刷用プリンタが設置される形での運用で、導入当時ANA便が就航していた残り26空港では導入されず、未導入空港発便利用時と手荷物預入れ時は、従来通りATB券をチェックイン機や空港･市内カウンターで受け取る必要があった。
- 2007年（平成19年）9月 - 12月20日：松山空港を皮切りに順次機器を更新し、磁気テープ付航空券を廃止しQRコードまたはFelicaチップに全面移行する。これと同時に手荷物を預ける場合にもSKiPサービスを利用可能になる[18]。
- 2023年（令和5年）3月31日 ：新サービス『ANA Smart Travel』の導入に伴い、サービスを終了[1]。